# J. Birney Crum Stadium
O J. Birney Crum Stadium é um estádio multiuso em Allentown, Pensilvânia, nos Estados Unidos . O estádio acomoda 15.000 pessoas e é usado como casa do Lehigh Valley United, além de equipes escolares.
Anteriormente também foi casa do Pennsylvania Stoners do NPSL (masculino) e Northampton Laurels da WPSL (feminino).

## História
O estádio foi inaugurado em 1948 como Allentown High School Stadium . Era alternadamente conhecido como Allentown School District Stadium  e ASD Stadium para abreviar. Em 1982, foi rebatizado em homenagem ao J. Birney Crum,  um  treinador de futebol, basquete e beisebol em Allentown da High School  (atual William Allen High School), que foi introduzido no Pennsylvania Sports Hall of Fame em 1974.
Crum foi, a certa altura, o maior estádio de futebol americano de escola secundária da Pensilvânia . Mas com a remoção das arquibancadas do lado do visitante durante as reformas em 2002, ela perdeu essa posição.
Crum também é o campo de jogo da escola secundária para vários jogadores de futebol da Lehigh Valley Conference que seguiram carreiras na NFL, incluindo Ed McCaffrey do Denver Broncos e do New York Giants, Andre Reed do Buffalo Bills e Washington Redskins e Tony Stewart dos Philadelphia Eagles, Cincinnati Bengals e Oakland Raiders . O estádio foi reformado em 2002 e o FieldTurf foi instalado para substituir a superfície de grama natural original.
O estádio é palco de uma grande queima de fogos de artifício no dia 4 de julho, que normalmente atrai dezenas de milhares de espectadores.